# Robert Walpole, II conte di Orford
Robert Walpole, II conte di Orford (1701 – 31 marzo 1751) è stato un politico inglese.

## Biografia
Era il primogenito del primo ministro Sir Robert Walpole, e della sua prima moglie, Catherine Shorter. Nel 1723 suo padre rifiutò un titolo per sé ma accettò l'offerta a nome del figlio ventiduenne, che fu così elevato alla nobiltà come Barone Walpole, di Walpole nella contea di Norfolk.

## Carriera
Ricoprì la carica di Lord luogotenente del Devon (1733-1751), di ranger di Richmond Park, Revisore delle finanze (1739-1751) e Pell Office.

## Matrimonio
Il 26 marzo 1724 Lord Walpole sposò la quindicenne ereditiera Margaret Rolle (1709-1781), unica figlia superstite di Samuel Rolle. Margaret era l'erede di un ramo minore della grande famiglia Rolle di Stevenstone nel Devon e di sua nonna paterna, nata Lady Arabella Clinton, figlia e co-erede di suo fratello Edward Clinton, V conte di Lincoln.
Il matrimonio non fu un successo e Lady Walpole litigò violentemente con tutta la sua famiglia. Dopo la nascita di un figlio, George (1730-1791), vissero separati e in seguito ottenevano una separazione legale.
Nel 1736 Hannah Norsa, una cantante e attrice protagonista a Covent Garden, si trasferì a Houghton Hall nel Norfolk e vi rimase come amante di Walpole fino alla sua morte nel marzo 1751.

## Morte
Morì il 31 marzo 1751. La sua vedova, Lady Walpole, divenne la baronessa Clinton, riuscendo a sua volta dopo la morte di Hugh Fortescue, I conte Clinton. Si era risposata dopo la morte di Walpole, ma ben presto si separò dal secondo marito, Sewallis Shirley.

## Ascendenza
|                                    |                  |                                     | Genitori                           |  |  | Nonni |  |  | Bisnonni           |  |  | Trisnonni      |  |
|                                    |                  |                                     |                                    |  |  |       |  |  | Sir Edward Walpole |  |  | Robert Walpole |  |
|                                    |                  |                                     |                                    |  |  |       |  |  | Sir Edward Walpole |  |  | Robert Walpole |  |
|                                    |                  | Susan Barkham                       |                                    |  |  |       |  |  | Sir Edward Walpole |  |  |                |  |
| Robert Walpole                     |                  |                                     |                                    |  |  |       |  |  | Sir Edward Walpole |  |  |                |  |
|                                    |                  | Susan Crane                         | Sir Robert Crane, I baronetto      |  |  |       |  |  |                    |  |  |                |  |
|                                    |                  | Susan Crane                         | Sir Robert Crane, I baronetto      |  |  |       |  |  |                    |  |  |                |  |
|                                    |                  | Susan Crane                         | Susan Alington                     |  |  |       |  |  |                    |  |  |                |  |
| Robert Walpole, I conte di Orford  |                  | Susan Crane                         |                                    |  |  |       |  |  |                    |  |  |                |  |
|                                    |                  | Sir Geoffrey Burwell                | Edmund Burwell                     |  |  |       |  |  |                    |  |  |                |  |
|                                    |                  | Sir Geoffrey Burwell                | Edmund Burwell                     |  |  |       |  |  |                    |  |  |                |  |
|                                    |                  | Sir Geoffrey Burwell                | Mary Pitman                        |  |  |       |  |  |                    |  |  |                |  |
| Mary Burwell                       |                  | Sir Geoffrey Burwell                |                                    |  |  |       |  |  |                    |  |  |                |  |
|                                    |                  | Elizabeth Derehaugh                 | Thomas Derehaugh                   |  |  |       |  |  |                    |  |  |                |  |
|                                    |                  | Elizabeth Derehaugh                 | Thomas Derehaugh                   |  |  |       |  |  |                    |  |  |                |  |
|                                    |                  | Elizabeth Derehaugh                 | Mary Sheppard                      |  |  |       |  |  |                    |  |  |                |  |
| Robert Walpole, II conte di Orford |                  | Elizabeth Derehaugh                 |                                    |  |  |       |  |  |                    |  |  |                |  |
|                                    | Sir John Shorter | John Shorter                        |                                    |  |  |       |  |  |                    |  |  |                |  |
|                                    | Sir John Shorter | John Shorter                        |                                    |  |  |       |  |  |                    |  |  |                |  |
|                                    | Sir John Shorter | Susan Forbis                        |                                    |  |  |       |  |  |                    |  |  |                |  |
| Sir John Shorter                   | Sir John Shorter |                                     |                                    |  |  |       |  |  |                    |  |  |                |  |
|                                    |                  | Isabella Birkett                    | John Birkett                       |  |  |       |  |  |                    |  |  |                |  |
|                                    |                  | Isabella Birkett                    | John Birkett                       |  |  |       |  |  |                    |  |  |                |  |
|                                    |                  | Isabella Birkett                    | Elizabeth Robinson                 |  |  |       |  |  |                    |  |  |                |  |
| Catherine Shorter                  |                  | Isabella Birkett                    |                                    |  |  |       |  |  |                    |  |  |                |  |
|                                    |                  | Sir Erasmus Philipps, III baronetto | Sir Richard Philipps, II baronetto |  |  |       |  |  |                    |  |  |                |  |
|                                    |                  | Sir Erasmus Philipps, III baronetto | Sir Richard Philipps, II baronetto |  |  |       |  |  |                    |  |  |                |  |
|                                    |                  | Sir Erasmus Philipps, III baronetto | Elizabeth Dryden                   |  |  |       |  |  |                    |  |  |                |  |
| Elizabeth Phillips                 |                  | Sir Erasmus Philipps, III baronetto |                                    |  |  |       |  |  |                    |  |  |                |  |
|                                    |                  | Catherine Darcy                     | Edward Darcy                       |  |  |       |  |  |                    |  |  |                |  |
|                                    |                  | Catherine Darcy                     | Edward Darcy                       |  |  |       |  |  |                    |  |  |                |  |
|                                    |                  | Catherine Darcy                     | Lady Elizabeth Stanhope            |  |  |       |  |  |                    |  |  |                |  |
|                                    |                  | Catherine Darcy                     |                                    |  |  |       |  |  |                    |  |  |                |  |